# Alisalia testacea
Alisalia testacea är en skalbaggsart som beskrevs av Thomas Casey 1911. Alisalia testacea ingår i släktet Alisalia och familjen kortvingar. Inga underarter finns listade i Catalogue of Life.